# ロドニー・カルバー
ロドニー・カルバー （Rodney Culver、1969年12月23日 - 1996年5月11日）は、ミシガン州デトロイト出身のアメリカンフットボール選手。NFLのサンディエゴ・チャージャーズに在籍中の1996年5月に起きたバリュージェット航空592便墜落事故で死去した。
地元デトロイトの高校から奨学金を得てノートルダム大学に進学した。1988年には控えRBであったがチームは全米チャンピオンとなった。1990年、1991年の2年間テイルバックとして先発出場した。カルバーの在学当時チームにはリッキー・ウォータース、レジー・ブルックスといったNFL入りしてから活躍したRBの存在があったが1990年にカルバーは11試合に出場してチームトップの710ヤードを獲得した。この年ノートルダム大学は全米ランキング1位に2度なったが翌年1月に行われたオレンジボウルではコロラド大学に敗れた。1991年には怪我をおしてフロリダ大学との試合で活躍、39-28での勝利に貢献した。
1992年のNFLドラフト4巡目でインディアナポリス・コルツに指名されて入団した。カルバーは主にショートヤーデージでのランニングバックとして起用されて121回のキャリーで321ヤード、7タッチダウンをあげた。また26回のパスキャッチで210ヤードを獲得、2タッチダウンをあげている。コルツはこの年9勝7敗でプレーオフを後一歩のところで逃した。1993年にはコルツは期待されたが、QBジェフ・ジョージのホールドアウト、スティーブ・エントマンの故障に見舞われた。カルバーはランで3回、レシーブで1回のタッチダウンをあげた。シーズン終了と共にウェーバー公示されたカルバーはサンディエゴ・チャージャーズに移籍した。
チャージャーズではネイトロン・ミーンズ、エリック・ビエネミー、ロニー・ハーモンに次いだ第4のRBとなった。カルバーは8回のボールキャリーに留まったが1回あたり7ヤードを稼いだ。ディビジョナルプレーオフでは6回のキャリーで14ヤード獲得と振るわなかったがチームは22-21でマイアミ・ドルフィンズを破り、出番無しに終わったAFCチャンピオンシップゲームでチームはピッツバーグ・スティーラーズを17-13で破り第29回スーパーボウル出場を果たした。スーパーボウルでカルバーはボールに触ることなくチームは26-49で敗れた。
1995年はミーンズのホールドアウト及び故障もありプレイ機会が増し、47回のキャリーで155ヤードを獲得、3タッチダウンをあげると共に5回のパスキャッチで21ヤードを稼いだ。チャージャーズはプレーオフ出場を果たしたもののコルツに20-35で敗れた。
1996年5月11日、カルバーがマイアミからアトランタに移動するために搭乗したバリュージェット航空の飛行機がエバーグレーズに墜落して帰らぬ人となってしまった。